# Kèo nèo
Kèo nèo hay còn gọi nê thảo, tai tượng, cù nèo, ba khía (Tây Ninh)(danh pháp hai phần: Limnocharis flava) là một loài thực vật thuộc họ Kèo nèo. Đây là loại cây ngoại lai mọc hoang dại nhiều ở khu vực Đông Nam Á, đặc biệt là ở vùng Đồng bằng sông Cửu Long, nó là loài bản địa mọc ở Mexico, Trung Mĩ, Nam Mĩ, Cuba, Haiti và Cộng hòa Dominaca. Kèo nèo có hình dáng hơi giống với cây lục bình, sống bám cố định vào bùn đất chứ không trôi giạt trên sông nước, với gốc rễ bám dưới bùn đất, cành ngọn vươn lên mặt nước. Về mùa nước nổi, kèo nèo bám đất, nước dâng đến đâu vươn ngọn đến đấy. Loài này có một sức sống mãnh liệt.

## Đặc điểm
Kèo nèo có lá thẳng và hướng lên, không trôi nổi trên mặt nước, thường cao hơn cán hoa. Cuống lá dài, có vỏ bọc, hệ gân song song có mặt cắt tam giác. Phiến lá có hình dạng thay đổi: dạng mác đến elip thuôn dài hoặc ovan rộng, dài từ 8–18 cm. Đỉnh lá nhọn đột ngột, ở phía đáy mỏng hơn, màu xanh sáng. Đáy là hình nêm, mép lá hơi quăn, rìa lá gợn sóng. Có 4-6 đôi gân chính và 1 rìa gần như song song và hội tụ theo hướng đỉnh, hàng loạt gân ngang song song và vuông góc với gân chính giữa tạo thành nhiều hình mắt lưới mảnh.
Hoa có từ 1-4 cuống cụm hoa, kiểu phát hoa dạng tán, 2-12 hoa nằm trong tổng bao là lá bắc. Cuống hoa nhỏ, có phần mở rộng và có mặt cắt tam giác ở phía trên. Mỗi hoa có 3 cánh màu vàng hình ovan rộng hoặc tròn. Có 3 đài hoa, màu xanh, bền, xếp gối lên nhau, hình ovan rộng, đỉnh tù, đài hoa ngắn hơn cánh hoa.
Thân rễ dày và ngắn, cây sống ở đầm lầy, nước nông, chỗ ứ đọng nước, nếu trồng trong chậu thì đất phải có nhiều mùn. Khi trưởng thành cây cao khoảng 45–60 cm và độ sâu tối đa khoảng 15 cm.

## Sử dụng

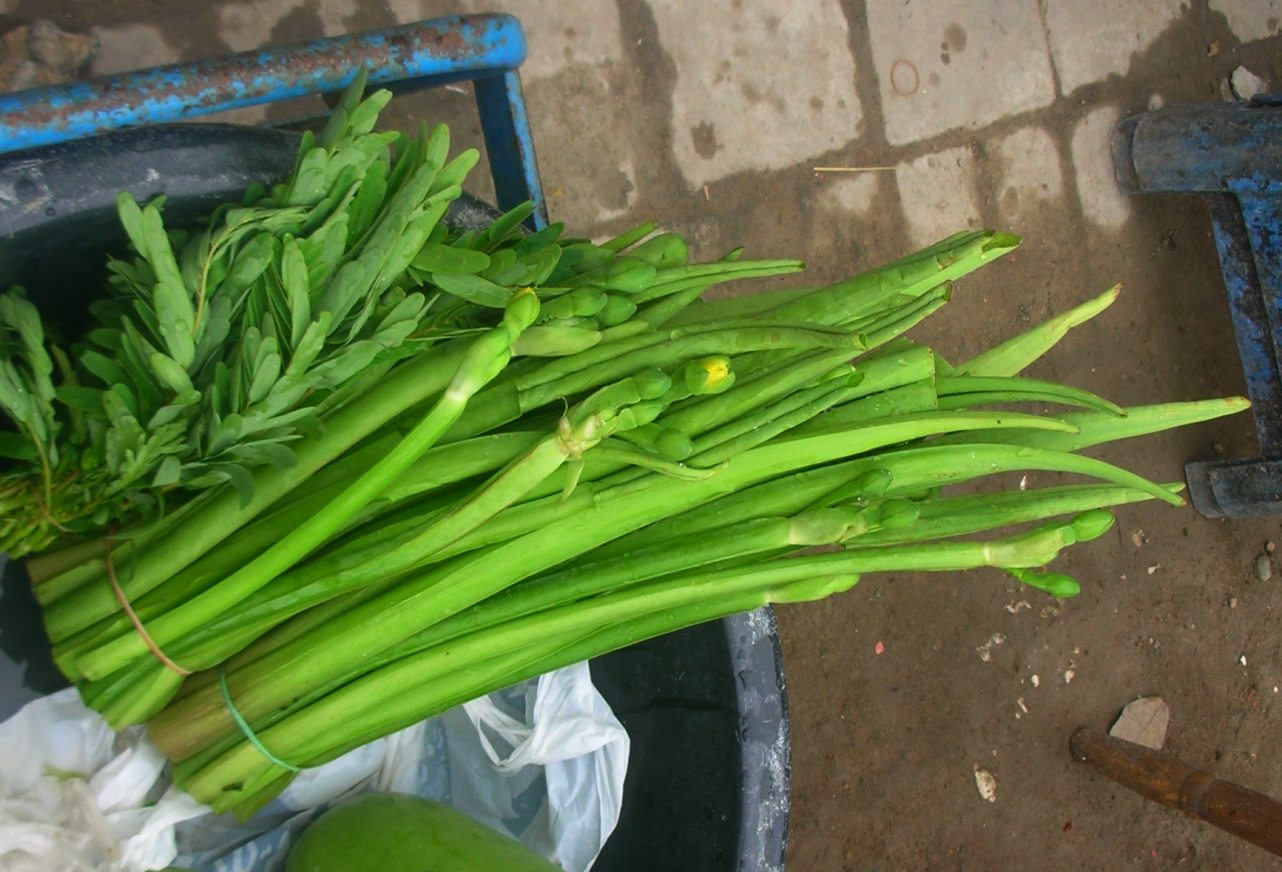
Kèo nèo là nguyên liệu cho nhiều món ẩm thực

Theo y học phương Đông thì cây kèo nèo được sử dụng trong thảo dược chữa bệnh. Dọc thân và hoa của cây cũng được dùng trong ẩm thực ở nhiều nơi.

## Hình ảnh

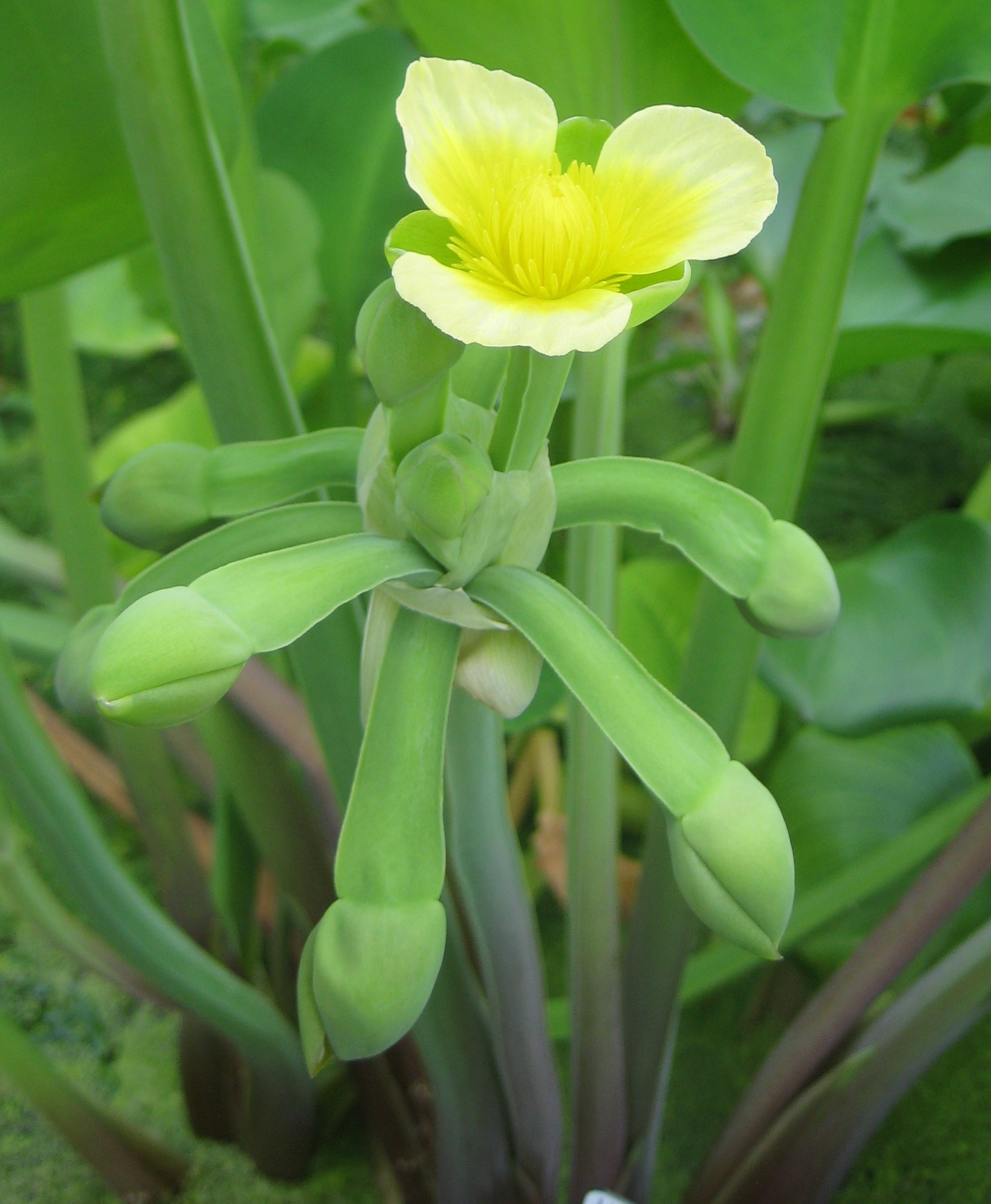
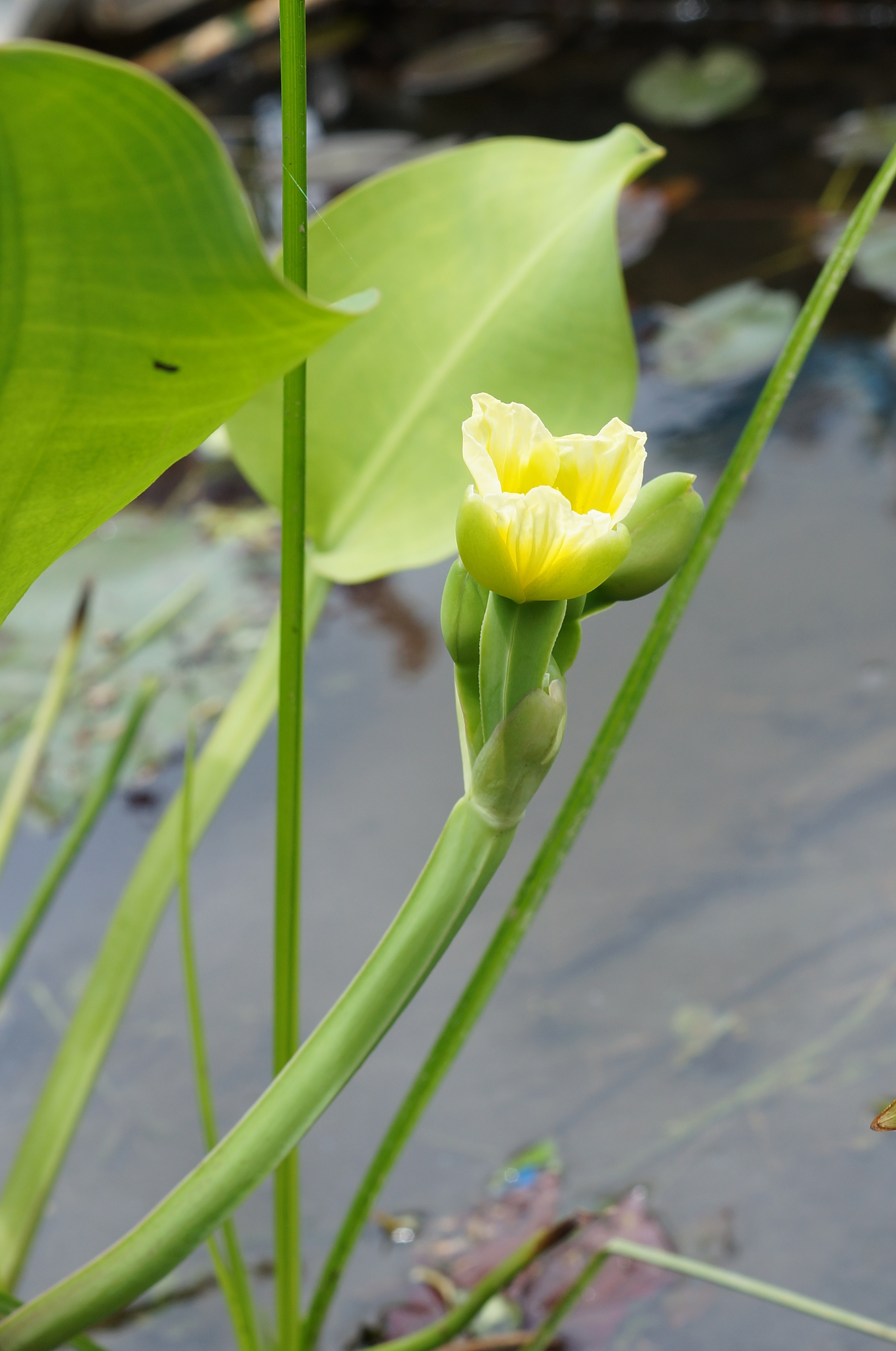
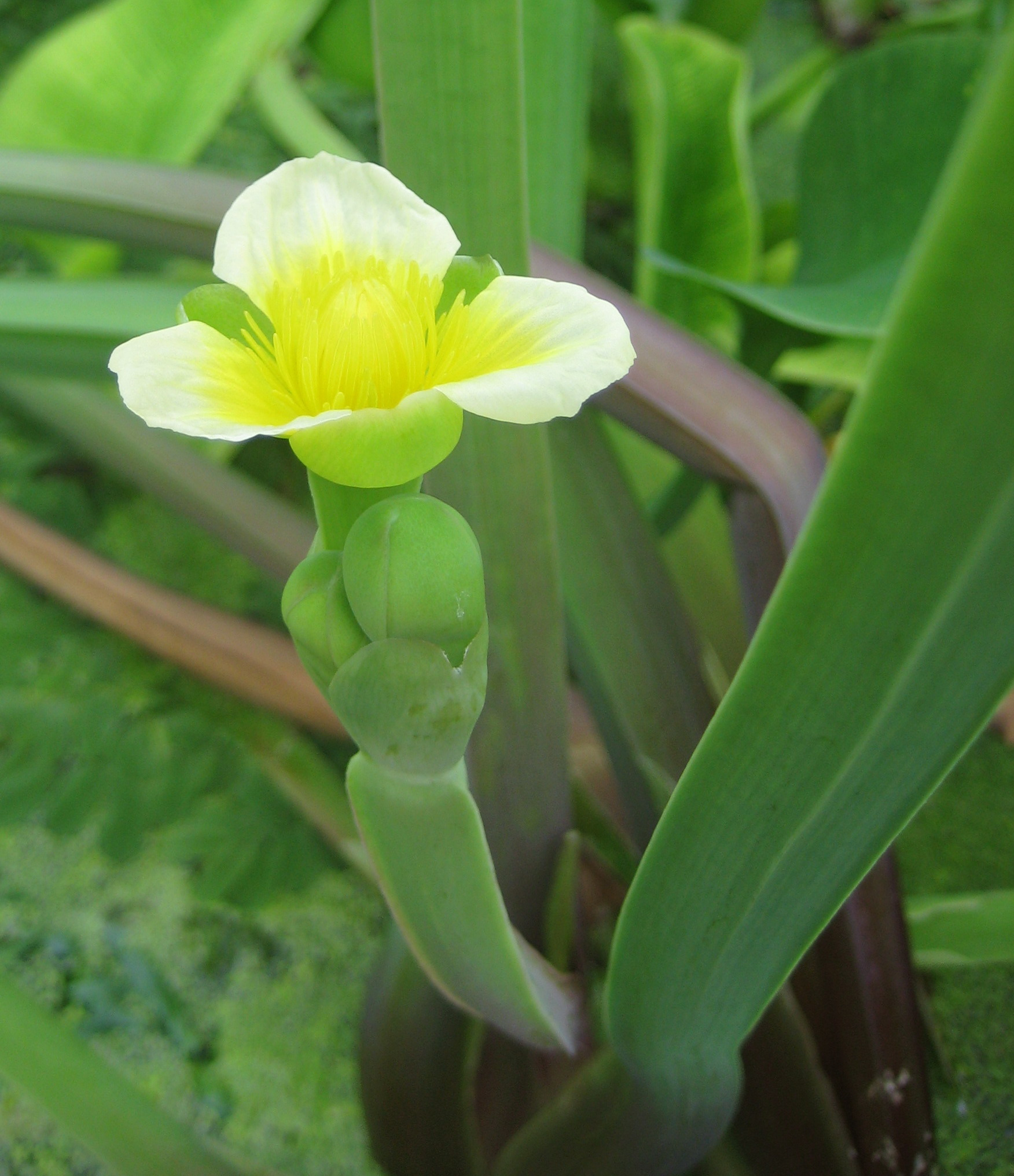
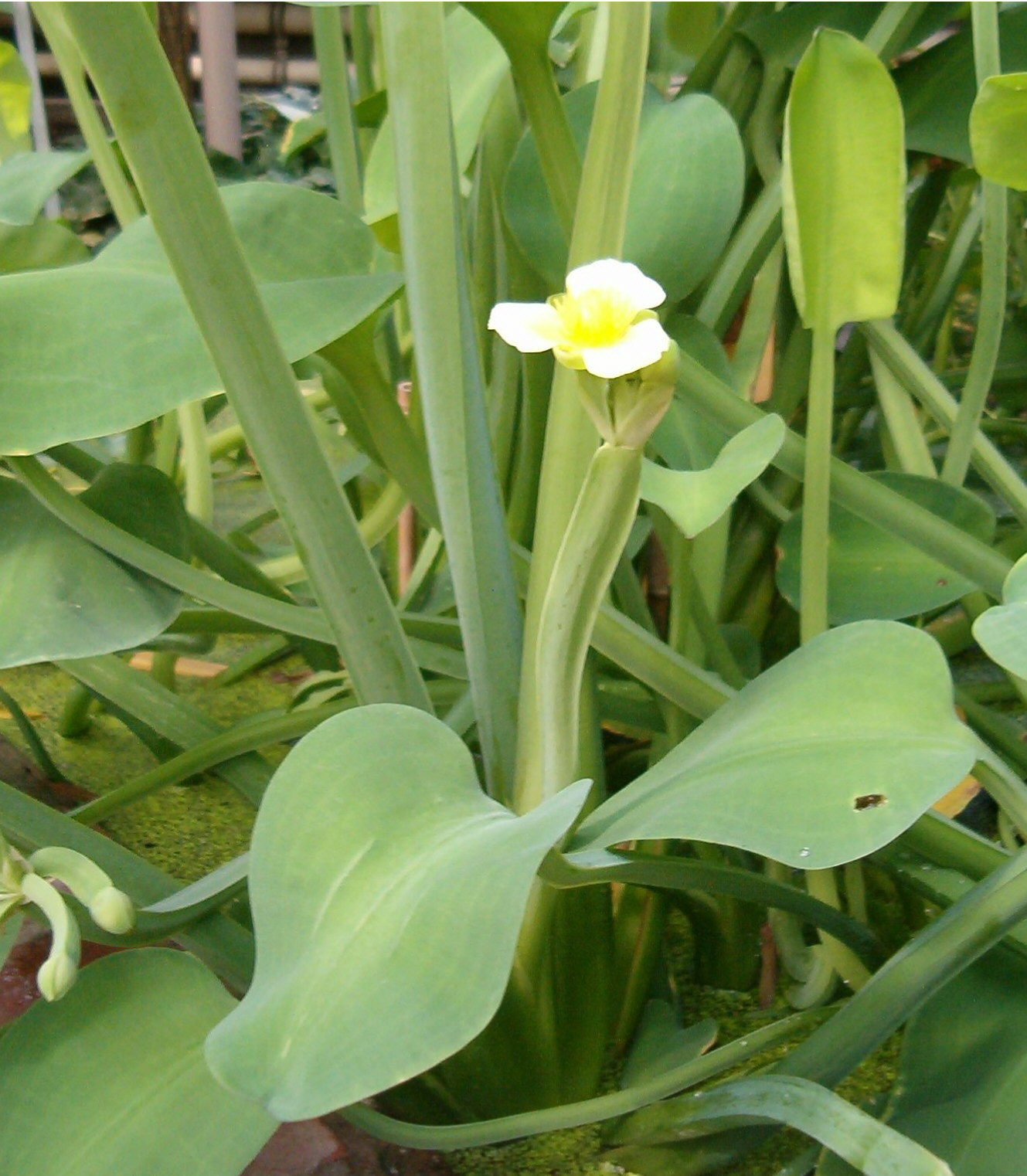